# Zombie Live
Zombie Live es el primer álbum en vivo del músico estadounidense de heavy metal Rob Zombie, grabado durante la gira promocional del álbum Educated Horses. Contiene canciones de Rob Zombie como solista y de su antigua banda, White Zombie.

## Lista de canciones
| N.º | Título                                   | Duración |  |
| 1.  | «Sawdust in the Blood»                   | 1:40     |  |
| 2.  | «American Witch»                         | 4:01     |  |
| 3.  | «Demon Speeding»                         | 3:33     |  |
| 4.  | «Living Dead Girl»                       | 3:25     |  |
| 5.  | «More Human than Human»                  | 4:23     |  |
| 6.  | «Dead Girl Superstar»                    | 3:12     |  |
| 7.  | «House of 1000 Corpses»                  | 4:29     |  |
| 8.  | «Let It All Bleed Out»                   | 4:08     |  |
| 9.  | «Creature of the Wheel»                  | 3:36     |  |
| 10. | «Demonoid Phenomenon»                    | 4:18     |  |
| 11. | «Super-Charger Heaven»                   | 3:29     |  |
| 12. | «Never Gonna Stop (The Red, Red Kroovy)» | 3:06     |  |
| 13. | «Black Sunshine»                         | 3:53     |  |
| 14. | «Superbeast»                             | 4:54     |  |
| 15. | «The Devil's Rejects»                    | 3:59     |  |
| 16. | «The Lords of Salem»                     | 4:19     |  |
| 17. | «Thunder Kiss '65»                       | 5:19     |  |
| 18. | «Dragula»                                | 5:16     |  |

## Personal
- Rob Zombie – voz
- John 5 – guitarra
- Piggy D. – bajo
- Tommy Clufetos – batería